# Давид ди Донателло 1968
13-я церемония вручения наград премии «Давид ди Донателло» состоялась 3 августа 1968 года в Театре в Тавромении.

## Победители

### Лучшая режиссура
- Карло Лиццани — Бандиты в Милане

### Лучший продюсер
- Дино Де Лаурентис — Бандиты в Милане (ex aequo)
- Луиджи Карпентьери и Эрманно Донати — Сова появляется днём (ex aequo)

### Лучшая женская роль
- Клаудия Кардинале — Сова появляется днём

### Лучшая мужская роль
- Франко Неро — Сова появляется днём

### Лучший иностранный режиссёр
- Ричард Брукс — Хладнокровное убийство

### Лучший иностранный продюсер
- Стэнли Крамер — Угадай, кто придет к обеду?

### Лучшая иностранная актриса
- Фэй Данауэй — Бонни и Клайд (ex aequo)
- Кэтрин Хепбёрн — Угадай, кто придет к обеду? (ex aequo)

### Лучший иностранный актёр
- Уоррен Битти — Бонни и Клайд (ex aequo)
- Спенсер Трейси — Угадай, кто придет к обеду?

### Targa d’oro
- Дамиано Дамиани
- Лиза Гастони
- Нино Манфреди